# Hinckley, Illinois
Hinckley là một làng thuộc quận DeKalb, tiểu bang Illinois, Hoa Kỳ. Năm 2010, dân số của làng này là 2070 người.

## Dân số
Dân số qua các năm:
- Năm 2000: 1994 người.
- Năm 2010: 2070 người.